# Дитрих II (граф Марка)
Дитрих II (Dietrich II. von der Mark) (ок.1374 — 14 марта 1398) — граф Марка с 1393, фогт Вердена и Эссена. По другой нумерации - Дитрих IX (если считать предшествующих графов Клеве).
Сын Адольфа, графа Клеве и Марка, и его жены Маргариты фон Берг-Равенсберг.
В 1393 г. ещё при жизни отца получил от него графство Марк.
Убит стрелой из арбалета 14 марта 1398 года во время осады города Эберфельд, после чего его старший брат Адольф объединил в своих руках все отцовское наследство.